# سلیمه سلطان بیگم
سلیمه سلطان بیگم (۲۳ فوریه ۱۵۳۹ –۲ ژانویه ۱۶۱۳) یا مخفی هندوستانی همسر چهارم و دومین همسر عقدشده به قوانین و شرع اسلامی اکبر شاه بود.
سلیمه از همسران رده بالا اکبر بود و پیش شوهرش و پسرش جهانگیر نفوذ بسیار داشت او دختر عمه بزرگ اکبر شاه بود و از بچگی با هم دوست بودند و بخاطر این نزدیکی خونی و این دوستی همچنین بخاطر هوش و کیاست خود نفوذ سیاسی بسیاری در دربار گورکانی در طول سلطنت شوهرش، همچنین جانشین او (جهانگیر) داشت. با این حال به نظر می‌رسد نام او در تاریخ به عنوان یک کتابخوان و شاعر هم نوشته شده‌است که با تخلص مخفی اشعاری می‌سرود که بعدها یکی از نواده‌های اکبر، زیب النسا نیز از همین عنوان استفاده کرد.
او به خاطر دانایی‌اش در اوایل دوران گورکانی سرآمد است به‌طوری که به خدیجه زمان معروف بوده‌است.

## تحصیلات و دست‌آوردها
سلیمه زنی باسواد و موفق بود. اغلب او را شخصی بسیار مستعد و خوش طبع وصف کرده‌اند، هوش و موقعیت‌شناسی او هم مورد توجه قرار گرفته‌است. با تسلط به زبان فارسی، او نویسنده‌ای مستعد و شاعری تحسین شده بود که در شعر مخفی تخلص می‌کرد. زیب النسا مخفی شاهدخت و شاعر خوش ذوق از نوادگان اکبر بود و از همین تخلص استفاده می‌کرد. سلیمه بسیار به مطالعه کردن علاقه‌مند بود. او نه تنها کتابخانهٔ شخصی خود را داشن بلکه به راحتی و آزادانه از کتابخانه شخصی اکبرشاه هم استفاده می‌کرد. در کتاب مآثرالامرا، عبد الحی بیت زیر را از او نقل می‌کند:
| کاکلت را من ز مستی رشتهٔ جان گفته‌ام |  | مست بودم، زین سبب حرف پریشان گفته‌ام |

## ازدواج با اکبر و ملکه شدن
پس از استعفاء بایرام خان از قدرت نیابت و هنگام عزیمت به مکه، بایرام خان در ۳۱ ژانویه ۱۵۶۱ در پاتان، گجرات مورد حمله گروهی از افغان‌ها قرار گرفت، به رهبری شخصی به نام مبارک خان، که پدرش در نبرد ماچچیوارا در جنگ علیه بایرام در سال ۱۵۵۵ کشته شده بود. اردوگاه بایرام خان نیز به یغما برده شد و سلیمه بیگم، ۲۱ ساله و تازه بیوه، به همراه پسر ناتنی خود عبدالرحیم (چهار ساله) پس از تحمل سختی‌های فراوان به احمدآباد رسید. اکبر از شنیدن خبر غم‌انگیز مرگ معلم سابق و سرپرست خود شوکه شد و بسیار ناراحت شد. او دستوراتی صادر کرد، که سلیمه و عبدالرحیم را با احترام و عزت فراوان با تخت‌روان شاهنشاهی به دربار مغول آوردند. اکبر به شدت تحت تأثیر توانایی‌های دختر عمه خود، سلیمه سلطان بیگم قرار گرفت و او در ۷ مه ۱۵۶۱ با او (سلیمه) ازدواج کرد. سلیمه حدود سه سال و نیم از اکبر بزرگتر بود و چهارمین همسرش شد. این بدان معنی است که وی طبق قانون اسلامی یا شرع، آخرین همسر رسمی و قانونی اکبر بوده‌است که به یک مرد مسلمان اجازه می‌دهد حداکثر چهار زن داشته باشد.
اکبر معمولاً فقط رقیه بیگم همسر اول خود را به عنوان بیگم سلطنتی (ملکه) انتخاب کرد، اما بعد از ازدواج با سلیمه نیز به او هم مقام بیگم سلطنتی را داد که بدان معنا بود که او بعد از رقیه دومین ملکه رسمی در امپراتوری بود. همچنین سلیمه بسیار با استعداد و اهل آداب معاشرت بود و تنها همسر دیگر اکبر، بعد از رقیه سلطان بیگم بود، که از بزرگترین نژاد و اصل در خاندان سلطنتی بود، او از طرف مادر تیموری بود و از این رو نوه امپراتور بابر از طریق مادرانه بود؛ بنابراین، سلیمه همسر عالی‌رتبه و بانفوذ اکبر، به همراه رقیه سلطان بیگم، که همسر اول و تنها همسر اصلی او بود، شد و خیلی زود لطف و محبت شوهرش را به‌طور مساوی همراه رقیه بیگم بدست آورد. سلیمه در تمام مدت ازدواج همانند رقیه بیگم بدون فرزند ماند، با این حال، برخی منابع او را به اشتباه مادر پسر اکبر، سلطان مراد میرزا معرفی کردند. جهانگیرنامه اظهار داشت که مراد پسر یک دختر خدمتگزار سلطنتی بود درست مثل برادر ناتنی کوچکترش، دانیال میرزا و آنها به هیچ وجه از همسران قانونی و اصیل سلطنتی نبودند 
سلیمه که یک خواننده عالی و سیاستمداری زبردست بود، گزارشاتی از مشورت‌های گهگاهی اکبر با سلیمه در موضوعات مختلف مهم یا غیرقابل حل سیاسی بوده، که اکبر با مشورت با او آنها را حل و فصل کرد، بنابراین او به عنوان یکی از مشاوران مهم شوهرش، پادشاه خدمت می‌کرد؛ بنابراین، سلیمه یکی از مهمترین و تاثیرگذارترین بانوان دربار مغول هند بود. در سال ۱۵۷۵، سلیمه به همراه عمه خود، گلبدان بیگم و بسیاری دیگر از بانوان تیموری برای حج به مکه سفر کرد و کمک‌های مالی را برای آب و غذا در روزهای خاص مذهبی در مکه فراهم کرد. وی تنها همسر اکبر بود که حجاج را همراهی می‌کرد. اکبر خود فقط با درخواست ابوالفضل از سفر به مکه به همراه عمه و همسر خود منصرف شد. گروه عالی‌رتبه زن، تحت سرپرستی خوش‌اقبال اکبر، در ۱۵ اکتبر ۱۵۷۵ فاتح پور سیکری را ترک کرد و پس از یک سال زمان برای رسیدن به دریا، در ۱۷ اکتبر ۱۵۷۶ به سوی مکه حرکت کرد. گفته می‌شود که آنها سه سال و نیمی از سال در عربستان بود و چهار بار حج را انجام دادند و در مارس ۱۵۸۲ به خانه خودشان در آگرا بازگشتند.

## نفوذ سیاسی بزرگ در دربار گورکانی
سلیمه نفوذ عمده‌ای بر اکبر و پسر ناتنی اش، سلیم داشت و در دربار هر دو سلطنت پدر و پسر از نفوذ سیاسی عمده ای در دربار مغول برخوردار بود. او هنگامی که روابط پدر و پسر در اوایل دهه ۱۶۰۰ تلخ و ترش شده بود، نقش حیاتی (به همراه دختر عمو و همسرشوهرش، ملکه مشترک با او، رقیه سلطان بیگم) در مذاکره برای حل و فصل مشکلات بین اکبر و سلیم داشت، در نهایت به زمینه‌سازی برای پیوستن سلیم به تاج و تخت سلطنت کمک مهمی کرد. در سال ۱۶۰۱، سلیم با ایجاد درباری مستقل در الله‌آباد و با تصاحب عنوان سلطنتی «سلیم شاه» در حالی که پدرش هنوز در قید حیات بود، علیه اکبر قیام کرد. وی همچنین ترور مشاور وفادار و دوست نزدیک اکبر، ابوالفضل را برنامه‌ریزی و اجرا کرد.
این وضعیت بسیار بحرانی و خطرناک شد و یک یک جنگ خونین قدرت را نشان داد و اکبر را چنان عصبانی کرد که کسی جرئت نکرد برای سلیم درخواست عفو کند. در پایان، این سلیمه سلطان بیگم و رقیه سلطان بیگم بودند که خواستار بخشش وی شدند. اکبر خواسته‌های آنها را برآورده کرد و به سلیم اجازه داده شد تا خود را در برابر پادشاه حاضر کند. اکبر سلیمه (که نفوذ فراوانی بر پسرخوانده خود داشت) را به الله‌آباد فرستاد تا خبر بخشش را به شاهزاده برساند. او با یک فیل بزرگ به نام فاتح لشکر، یک اسب خاص، و روپوش افتخار رفت. سلیم او را به گرمی پذیرفت و موافقت کرد که با او به آگرا برگردد و از پدرش طلب بخشش کند. این شاهزاده سرانجام در سال ۱۶۰۳ با تلاش مادران ناتنی و مادربزرگش، حمیده بانو بیگم بخشوده شد.
در زمان سلطنت جهانگیرشاه، سلیمه و رقیه سلطان بیگم با تأیید موفقیت آمرزش خان اعظم قدرتمند، میرزا عزیز کوکا، مجدداً نفوذ سیاسی خودشان را نشان دادند. عزیز کوکا برای دهه‌ها برادر شیری و بزرگ‌شده اکبر و در نتیجه یکی از محبوب‌ترین افراد در بین خانواده شاهنشاهی بود. یکی از دخترانش با پسر بزرگ جهانگیر، خسرو میرزا گورکانی ازدواج کرده بود و هنگامی که خسرو در سال ۱۶۰۶ علیه پدرش قیام کرد، مشخص شد که عزیز کوکا از همان ابتدا در این نقشه بوده‌است. اگر سلیمه سلطان بیگم از پشت پرده نمایش فریاد نمی‌زد و رقیه بیگم طرفداری نمی‌کرد، عزیز کوکا مطمئناً مجازات اعدام می‌گرفت:
"اعلیحضرت، همه خانم‌ها به منظور التزام حمایت از میرزا عزیز کوکا در محله‌های زنان جمع شده‌اند. بهتر است اگر شما به اینجا می‌آیید - اگر نه، همه ما به شما می‌آییم!"
جهانگیر بنابراین مجبور شد که به حرمِ زنان برود و به دلیل فشارهایی که مادرهای ناتنی خود وارد کردند، سرانجام مجبور شد عزیز کوکا را عفو کند.

## مرگ
سلیمه در سال ۱۶۱۳ در آگره بر اثر یک بیماری در گذشت. پسر ناتنی او، جهانگیر، جزئیاتی از تولد و زندگیش؛ ازدواجش و همچنین او بیان می‌کند که سلیمه در زمان مرگ در سال ۱۶۱۳، شصت سال سن داشت. طبق وصیت او، بدنش در باغ ماندارکار در آگره، که خود دستور ساختش را داده بود، دفن کردند.
جهانگیر سلیمه را به خاطر ویژگی‌های ذاتی و مهارت‌هایش ستایش می‌کند و می‌گوید: «او به تمام کیفیت‌های خوب زینت داده شده‌است … در زنان این درجه مهارت و ظرفیت به ندرت یافت می‌شود.» او از خود تصویر زنی جذاب و پرورش دهنده را ساخته‌است.